# Санта-Сесилия-ду-Сул
Санта-Сесилия-ду-Сул (порт. Santa Cecília do Sul)  —  муниципалитет в Бразилии, входит в штат Риу-Гранди-ду-Сул. Составная часть мезорегиона Северо-запад штата Риу-Гранди-ду-Сул. Входит в экономико-статистический  микрорегион Пасу-Фунду. Население составляет 1789 человек на 2006 год. Занимает площадь 195,545 км². Плотность населения — 9,1 чел./км².

## Статистика
- Валовой внутренний продукт на 2003 составляет 28.878.648,00 реалов (данные: Бразильский институт географии и статистики).
- Валовой внутренний продукт на душу населения на 2003 составляет 16.445,70 реалов (данные: Бразильский институт географии и статистики).